# Itō Hachi
Itō Hachi (Nhật: 伊藤 ハチ (Y Đằng Hachi)/ いとう はち/ イトウ ハチ Hepburn: Itō Hachi, sinh ngày 14 tháng 7) là một mangaka người Nhật Bản. Những tác phẩm nổi tiếng của cô bao gồm Sayuri-san no Imouto wa Tenshi, Tsuki ga Kirei desu ne và Goshujinsama to Kemonomimi no Shōjo Mel.

## Tác phẩm

### Manga
- Sayuri-san no Imouto wa Tenshi (小百合さんの妹は天使) (2014-2016)[3]
- Tsuki ga Kirei desu ne (月が綺麗ですね) (2015-2019)[4]
- Goshujinsama to Kemonomimi no Shōjo Mel (ご主人様と獣耳の少女メル) (2016-2018)[5]